# Tinamú de Bartlett
El tinamú de Bartlett (Crypturellus bartletti) és una espècie d'ocell de la família dels tinàmids (Tinamidae) que viu a la selva humida del Perú oriental, nord de Bolívia i zona limítrofa del Brasil.